# Rectoria d'Aiguafreda
La Rectoria d'Aiguafreda és un edifici del municipi d'Aiguafreda (Osona) inclosa en l'Inventari del Patrimoni Arquitectònic de Catalunya.

## Descripció
La rectoria és una casa unifamiliar entre mitgeres, formada per planta baixa i un pis, separats per una franja horitzontal decorada amb motius florals. La façana principal presenta una composició simètrica i té esgrafiats amb motius florals. A la façana sud s'obre una galeria amb quatre grans arcades de mig punt. És acabada amb una obertura circular i un capcer de perfil irregular tapant la teulada a doble vessant.

## Història
L'antic propietari era el Sr. Aregall, propietari també del mas Aragall situat dalt de la muntanya. A finals del segle xix es realitzaren unes reformes a l'edifici ampliant la façana sud amb la galeria.